# Warszawa Gocławek

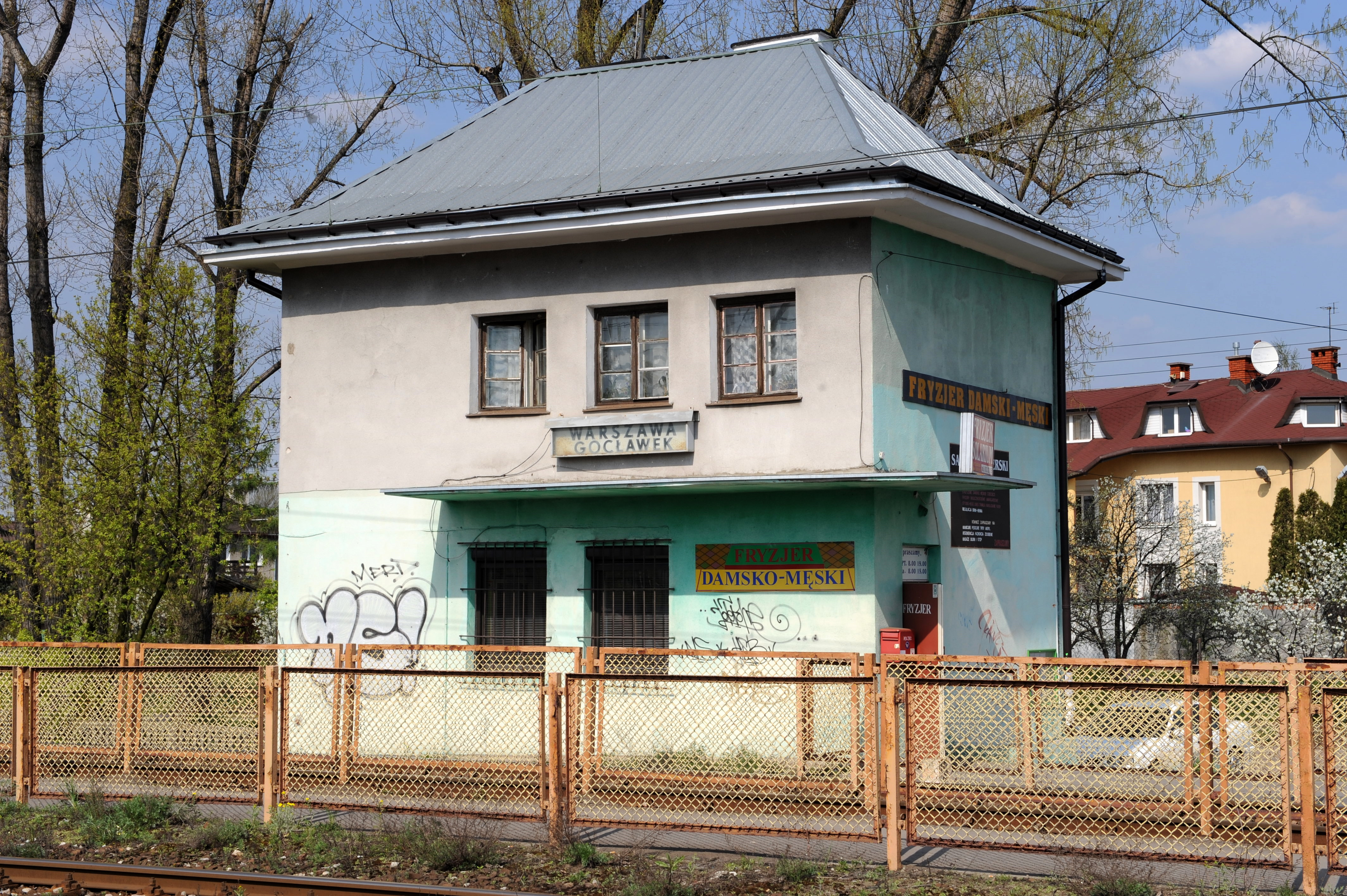
Dawny budynek kasy biletowej

Warszawa Gocławek – przystanek kolejowy kolei aglomeracyjnej (miejskiej) i regionalnej w Warszawie. Zatrzymują się na nim pociągi linii S1 (Szybkiej Kolei Miejskiej) oraz linii R7 (Kolei Mazowieckich).
W roku 2022 dzienna wymiana pasażerska na przystanku wyniosła 1500 osób.

## Położenie
Przystanek położony jest u zbiegu ulic Korkowej i Torowej, w Marysinie Wawerskim, w dzielnicy Wawer. W 2022 roku rozpoczęto budowę nowego peronu wyspowego, bliżej wiaduktu drogowego na ulicy Marsa, z przejściem podziemnym z pochylniami.
| Przewoźnik | Linia | Trasa                                                                  |
| ---------- | ----- | ---------------------------------------------------------------------- |
| SKM        | S1    | Otwock — Warszawa Gocławek — Warszawa Śródmieście — Pruszków           |
| KM         | R7    | Warszawa Zachodnia — Warszawa Śródmieście — Warszawa Gocławek — Dęblin |

## Opis przystanku

### Usytuowanie
Przystanek znajduje się w pobliżu północnej głowicy stacji Warszawa Wawer (jest częścią infrastruktury stacji), gdzie tory podmiejskie (LK 7) oddzielają się od dalekobieżnych (LK 506).

### Peron
Przystanek składa się z jednego wysokiego peronu wyspowego z dwoma krawędziami peronowymi. 

### Budynek stacyjny
Przy ulicy Korkowej, przy peronie drugim znajdował się budynek stacyjny mieszczący niegdyś kasę biletową i poczekalnię. 
Po drugiej stronie torów, naprzeciwko budynku kasy biletowej, znajdowała się nieużywana i zdewastowana nastawnia, wyburzona w 2007 roku w związku z budową osiedla mieszkaniowego.

### Dojście do peronu stacji
Od wschodniej strony stacji na peron można wejść podziemny przejściem pod torami kolejowymi od strony ulicy Torowej oraz ulicy Kresowej z dalszą możliwością dostania się na ciąg pieszo-rowerowy wzdłuż ulicy Marsa lub bezpośrednio z zachodniej części peronu na wiadukt w ciągu ulicy Marsa. Wejścia i wyjścia są przystosowane dla osób z niepełnosprawnościami.

## Ruch pasażerski[3]
| Rok  | Wymiana pasażerska na dobę |
| ---- | -------------------------- |
| 2017 | 2200                       |
| 2018 | 1700                       |
| 2019 | 2400                       |
| 2020 | 1300                       |
| 2021 | 1300                       |
| 2022 | 1500                       |
| 2023 | 1300                       |